# Braye Bay
Braye Bay är en vik i Guernsey (Storbritannien). Den ligger i den nordöstra delen av landet, 40 km nordost om huvudstaden St. Peter Port. I viken ligger hamnen Alderney Harbour.